# كونراد هيندريكس
كونراد هيندريكس (بالإنجليزية: Conrad Hendricks)‏ هو لاعب كرة قدم جنوب أفريقي، ولد في 5 فبراير 1979، وتوفي في 14 يناير 2006 بسبب حادث مرور. لعب مع نادي بلاك ليوباردز.